# Des Esels Schatten

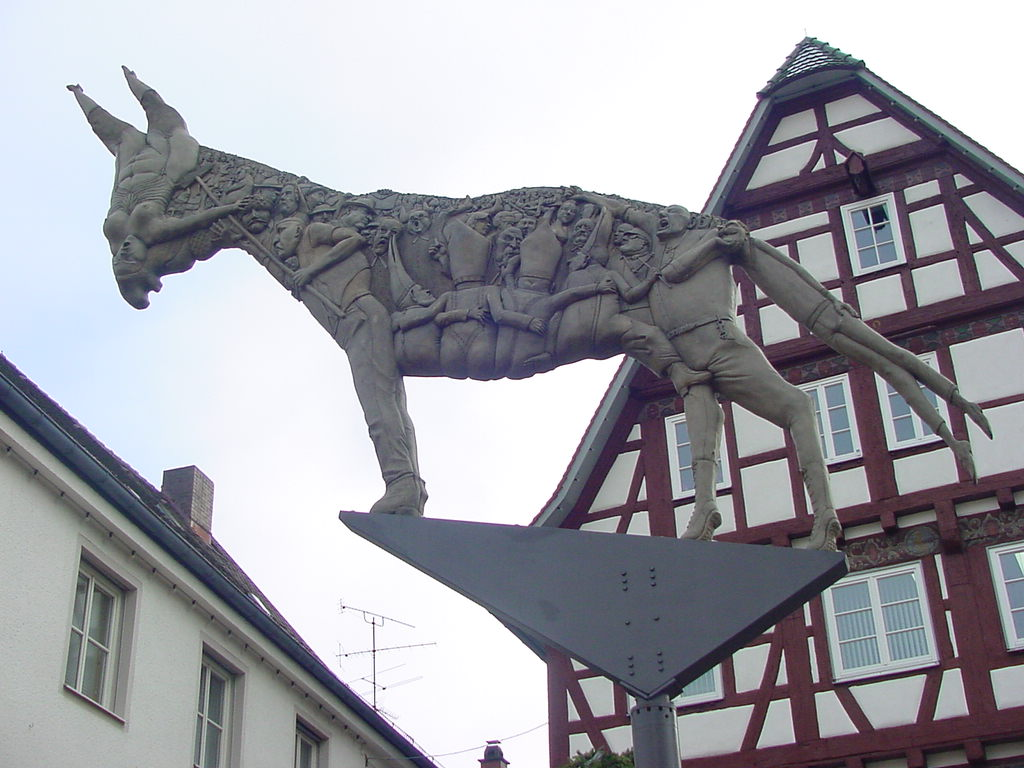
Skulptur von Peter Lenk (nach Wielands Der Prozess um des Esels Schatten) auf dem Marktplatz von Biberach

Des Esels Schatten ist eine Geschichte um einen absurden Gerichtsprozess in Abdera, dem „antiken Schilda“. Die älteste Version der Geschichte stammt aus der Antike und wird Demosthenes zugesprochen, der die bekannte Wendung um den Schatten eines Esels kämpfen auf die Gerichtsrhetorik übertragen habe.

## Demosthenes
Der antike Redner Demosthenes sprach vor den Athenern und wurde daran gehindert, seine Rede zu beenden. Um die Aufmerksamkeit wieder herzustellen, fing er an von einem Athener zu erzählen, der sich einen Esel gemietet hatte und sich in der Mittagshitze im Schatten des Esels ausruhen wollte. Der Eselstreiber jedoch hinderte ihn daran, weil er ihm zwar den Esel vermietet habe, aber nicht dessen Schatten. Der Athener jedoch behauptete, auch den Schatten gemietet zu haben.  Danach hörte Demosthenes auf zu reden. Als ihn die Athener aufforderten, seine Rede zu beenden, sagte er ihnen:
„Demnach wollt ihr zwar etwas über den Schatten eines Esels hören, aber über ernsthafte Dinge wollt ihr mich nicht reden hören!“
Textquelle: Der Text stammt aus dem 3./4. Jahrhundert n. Chr., der Autor ist unbekannt. Er befindet sich in den vitae decem oratorum = Leben der zehn Redner, die einst Plutarch zugesprochen und in seinen Moralia mitüberliefert wurden, deshalb auch Pseudo-Plutarch genannt. Die Textquelle also: Plutarch (Pseudo-Plutarch), Moralia 848A/B (= vitae decem oratorum, Kapitel 8, Demosthenes).
Originaltext, Plutarch, Moralia, 848A/B: λέγειν δέ ποτε κωλυόμενος ὑπὸ Ἀθηναίων ἐν ἐκκλεσίᾳ, βραχὺ ἔφη βούλεσθαι πρὸς αὐτοὺς εἰπεῖν. τῶν δὲ σιωπησάντων, νεανίας, εἶπε, θέρους ὥρᾳ ἐμισθώσατο ἐξ ἄστεος ὄνον Μεγάραδε· μεσούσης δὲ τῆς ἡμέρας καὶ σφοδρῶς φλέγοντος τοῦ ἡλίου ἑκάτερος αὐτῶν ἐβούλετο ὑποδύεσθαι ὑπὸ τὴν σκιάν· εἴργον δὲ ἀλλήλους, ὁ μὲν μεμισθωκέναι τὸν ὄνον οὐ τὴν σκιὰν λέγων, ὁ δὲ μεμισθωμένος τὴν πᾶσαν ἔχειν ἐξουσίαν. καὶ ταῦτα εἰπὼν ἀπῄει. τῶν δὲ Ἀθηναίων ἐπισχόντων καὶ δεομένων πέρας ἐπιθεῖναι τῷ λόγῳ, εἶθ' ὑπὲρ μὲν ὄνου σκιᾶς, ἒφη, βούλεσθε ἀκούειν, λέγοντος δὲ ὑπὲρ μὲν σπουδαίων πραγμάτων οὐ βούλεσθε.
Übersetzung, Plutarch, Moralia, 848A/B: Einmal aber gehindert zu sprechen vor den Athenern in der Volksversammlung, sagte er (Demosthenes), er wolle ihnen etwas Kurzes erzählen. Als sie nun schwiegen, erzählte er: „Ein junger Mann mietete in der Zeit des Sommers einen Esel aus der Stadt (Athen) nach Megara. Aber zur Mitte des Tages und als heftig die Sonne brannte, wollte sich jeder von den beiden in den Schatten (des Esels) setzen. Sie bedrängten einander, der eine aber sagte, er habe den Esel vermietet, nicht den Schatten, der andere aber, dass er das Recht gemietet habe, alles zu haben.“ Und nachdem er (Demosthenes) das erzählt hatte, ging er weg. Als aber die Athener ihn aufhielten und begehrten das Ende der Geschichte hinzuzusetzen, sagte er: „Oh, über den Schatten des Esels wollt ihr etwas hören, wenn ich aber über wichtige Staatsangelegenheiten spreche, wollt ihr nicht (zuhören).“

## Demades
Von dem Redner Demades, ein Gegenspieler des Demosthenes, gibt es eine ähnliche Episode, überliefert von Aesop, Fabel 63: Um die Aufmerksamkeit der Volksversammlung zu erlangen, erzählt Demades ihnen eine Fabel: Demeter, eine Schwalbe und ein Aal gehen des Weges und kommen an einen Fluss; die Schwalbe fliegt hinüber, der Aal taucht unter; alle hören aufmerksam zu, doch Demades verstummt, und als die Zuhörer nach Demeter fragen, tadelt er sie für ihr Desinteresse an den wichtigen Staatsangelegenheiten.

## Wieland
Die gleiche Geschichte wird von Christoph Martin Wieland in seinen Abderiten erzählt. Ein Zahnarzt mietet für eine Reise einen Esel für einen Tag. Als er sich zur Rast in den Schatten des Esels legt, fordert der Besitzer, der ihn begleitet, für den Schatten eine weitere Miete. Über den folgenden Rechtsstreit freuen sich die Advokaten:
«Nu, Herr, was macht Ihr da», sagte der Eseltreiber, «was soll das?» – «Ich setze mich ein wenig in den Schatten», versetzte Struthion, «denn die Sonne prallt mir ganz unleidlich auf den Schädel.» – «Nä, mein guter Herr» erwiderte der andre, «so haben wir nicht gehandelt! Ich vermietete Euch den Esel, aber des Schattens wurde mit keinem Worte dabei gedacht.»
Damit skizziert Wieland durch genaue Beschreibung der antiken Gesellschaft ein satirisches Bild zeitgenössischer politischer Entwicklungen im 18. Jahrhundert.
Dazu gibt es das Singspiel Des Esels Schatten von Richard Strauss.

## Voskovec und Werich
Das tschechische Schauspieler und Dramaturgen-Duo Jiří Voskovec und Jan Werich verwendeten die Geschichte Wielands in ihrer musikalischen Satire Der Esel und der Schatten (Osel a stín), die erstmals am 13. Oktober 1933 im Avantgarde-Theater Osvobozené divadlo in Prag aufgeführt wurde. Eingebettet in die Auseinandersetzung zweier populistischer Volksführer eskaliert der Streit zwischen Zahnarzt und Eseltreiber. Beide werden verhaftet, ihr Gerichtsprozess wird politisiert und es droht ein Bürgerkrieg. Am Ende geht aus dem Streit eine Diktatur hervor. In dem Stück kommen namentlich Dollfuß, Mussolini und Hitler vor. Die Aufführungen führten zu Protesten des nationalsozialistischen Deutschland.

## Dürrenmatt
Friedrich Dürrenmatt schrieb das Hörspiel Der Prozeß um des Esels Schatten, mit dem er 1951 beim Schweizer Rundfunk als Hörspielautor debütierte. Aus dem Streit wird bei Dürrenmatt ein Prozess, aus dem Prozess ein Politikum und aus dem Politikum ein Bürgerkrieg, der die Stadt Abdera verwüstet. Dürrenmatt will damit demonstrieren, welche absurden Folgen die Habgier haben kann.

## Sonstiges
Der Richter Egon Schneider gab den Fall seinen Referendaren zur Bearbeitung und schrieb darüber einen Aufsatz in der Juristenzeitung (JZ). Er kritisierte die Referendare, weil sie den Fall juristisch bearbeiteten, obwohl der Streit kein „geziemender Gegenstand (rechts-)wissenschaftlicher Erörterung sei“. Dem widersprachen in der JZ andere Richter.